# گلوریا تالبوت
گلوریا تالبوت (انگلیسی: Gloria Talbott؛ ۷ فوریهٔ ۱۹۳۱ – ۱۹ سپتامبر ۲۰۰۰) یک هنرپیشه سینما و تلویزیون اهل ایالات متحده آمریکا بود.

## فیلم‌شناسی
- شهر دختران (۱۹۵۹)
- سایکلاپس (۱۹۵۷)
- هر چه خدا می‌خواهد (۱۹۵۵)
- ما فرشته نیستیم (۱۹۵۵)